# Климат Ташкента
Климат Ташкента — резко континентальный. Характеризуется жарким сухим летом и изменчивой, но в целом тёплой, осенне-зимне-весенней погодой .
Климат Ташкента является самым хорошо изученным во всём среднеазиатском регионе. Первые нерегулярные наблюдения за климатическими условиями города были начаты российскими метеорологами ещё в 1865 году. В 1876 году на территории Астрономической и Физической обсерватории при окружном военно-топографическом отделе Туркестанского округа начала работать метеорологическая станция, которая действует на том же месте и поныне.

## Характеристика
Ташкент располагается в зоне субтропического континентального климата. Вследствие близости гор, в городе выпадает в среднем 400 мм осадков в год, что значительно больше, чем в равнинных полупустынях и пустынях на западе Узбекистана.  В течение прошлого века годовая сумма осадков выросла более чем на 60 мм, что связано как с колебаниями атмосферной циркуляции, так и с изменением методики измерений (в 1960-х годах на метеостанциях СССР дождемеры заменены на осадкомеры, стали вводиться поправки на смачивание осадкомера). Максимальное количество осадков (802 мм) отмечено в 1969 году, минимальное (141 мм) в 1917 году. Самые сухие месяцы июль (4 мм осадков) и август (1 мм), самый влажный март (69 мм).
Осадки, как правило, выпадают в виде дождя (98 дней в году), реже в виде снега (27 дней) и дождя со снегом (14 дней). 
Снежный покров в Ташкенте неустойчив и на протяжении зимы залегает суммарно в течение 32 дней. Высота его обычно составляет несколько см, но в отдельные годы достигает 30 — 40 см, а в январе и 50 см. Туманы наблюдаются 17 дней в году, в основном с ноября по март (максимум — в декабре, 6 дней), грозы также 17 дней в году (с марта по август, максимум — в мае, 5 дней).
С  севера город прикрывают горные хребты, поэтому морозы вследствие вторжения холодных масс северного воздуха здесь весьма непродолжительны, хотя при прояснениях температура иногда снижается до -20 °C и ниже. Летом сухой воздух над предгорной местностью быстро нагревается и температура нередко достигает +35+40 °C. 
Минимальная температура в истории города составила -29,5 °C (20 декабря 1930 года), максимальная +44,6 °C (18 июля 1997 года). 40-дневный период безветренного летнего зноя, известный как чилля, является неотъемлемой частью городской культуры Ташкента. 
Весна и осень наступают рано. Это связано главным образом с тем, что прогрев и остывание воздуха происходит в городе быстро вследствие отсутствия рядом морей и океанов. Но низкая влажность воздуха позволяет ему быстрее остывать в тени и
ночью, что позволяет лучше переносить зной. Этим он значительно отличается от сочинского, несмотря на то, что среднегодовые температуры в Сочи (+14,6 C°) и Ташкенте (+15,2 C°) практически одинаковы.
- Среднегодовая температура — +15,2 C°
- Среднегодовая скорость ветра — 1,4 м/с
- Среднегодовая влажность воздуха — 56 %

| Показатель                    | Янв. | Фев.  | Март  | Апр. | Май  | Июнь | Июль | Авг. | Сен. | Окт.  | Нояб. | Дек.  | Год   |
| ----------------------------- | ---- | ----- | ----- | ---- | ---- | ---- | ---- | ---- | ---- | ----- | ----- | ----- | ----- |
| Абсолютный максимум, °C       | 22,6 | 27,0  | 32,5  | 36,6 | 39,9 | 43,0 | 44,6 | 43,1 | 40,0 | 37,5  | 31,6  | 27,3  | 44,6  |
| Средний суточный максимум, °C | 7,2  | 9,5   | 16,0  | 22,3 | 28,0 | 33,6 | 35,9 | 34,9 | 29,5 | 22,2  | 14,1  | 8,6   | 21,8  |
| Средняя температура, °C       | 2,3  | 4,2   | 10,2  | 15,9 | 21,1 | 26,2 | 28,3 | 26,6 | 21,0 | 14,4  | 8,1   | 3,5   | 15,2  |
| Средний суточный минимум, °C  | −1,3 | 0,1   | 5,3   | 10,1 | 14,3 | 18,4 | 20,1 | 18,4 | 13,4 | 8,3   | 3,6   | −0,1  | 9,2   |
| Абсолютный минимум, °C        | −28  | −25,6 | −16,9 | −6,3 | −1,7 | 3,8  | 8,2  | 5,7  | 0,1  | −11,2 | −22,1 | −29,5 | −29,5 |
| Норма осадков, мм             | 55   | 72    | 66    | 63   | 41   | 17   | 3    | 2    | 5    | 24    | 51    | 58    | 457   |
| Источник:                     |      |       |       |      |      |      |      |      |      |       |       |       |       |

## Прочие характеристики
Дни с туманами, с грозами и пыльными бурями учитываются в Ташкенте с 1940 года. При этом вследствие общего потепления климата годовое число дней с туманами в среднем сократилось с сорока до пятнадцати. Особенно резко оно упало в период между 1970 по 1988 годами.

## Климатические тенденции
За 107 лет метеорологических наблюдений средняя годовая температура в пределах города увеличивалась в среднем на +0,018 градуса в год, причем наиболее заметным это потепление было именно в зимний период, когда температуры росли в среднем на +0,024 градуса за год. При этом в городе перестали наблюдаться 20-градусные морозы: абсолютная минимальная температура к концу XX века поднялась сразу на +9 градусов: с 20 до 11 градусов мороза. Более того, дата наступления первых заморозков сдвинулась к концу года почти на месяц. Дата последнего заморозка при этом сдвинулась к началу года на 13 дней. В результате, продолжительность безморозного периода в Ташкенте за последние 100 лет увеличилась более чем на сорок дней.
Сопоставление климатических данных города и области, полученных с метеостанции Дальверзин, расположенной примерно в ста километрах к югу от Ташкента показывает что помимо глобального потепления, климат Ташкента также потеплел вследствие роста самого города и, как следствие, усиления отепляющего эффекта инфраструктуры мегаполиса. С 1933 по 2006 годы отепляющее влияние роста самого Ташкента на его же климат составило более чем +0,4 градуса. Однако, здесь отепляющий эффект оказался более ощутим летом, когда прирост температур составил +0,6 градуса.